# Seizième district congressionnel de Pennsylvanie
Le 16e district congressionnel de Pennsylvanie est situé dans le nord-ouest de la Pennsylvanie. Il contient tout le comté d'Érié, le comté de Crawford, le comté de Mercer, le comté de Lawrence, le comté de Butler et des parties du comté de Venango. Le district est représenté par le Républicain Mike Kelly.
Avant le redécoupage du 19 mars 2018, le 16e district était situé dans la partie sud-est de l'État, juste à l'ouest de Philadelphie. Auparavant, le nord-ouest de la Pennsylvanie était représenté par le 3e district congressionnel. La Cour suprême de Pennsylvanie a redessiné le district en février 2018 après avoir jugé que la carte précédente violait la constitution de l'État en raison d'un gerrymandering partisan. Le 16e district a été modifié pour devenir le 11e district, et l'ancien 3e district est devenu le 16e pour les élections de 2018 et pour la représentation ensuite.
Le comté d'Adams, qui comprend Gettysburg, était situé dans le district en 1863, au moment de la Bataille de Gettysburg et du Discours de Gettysburg. Le Démocrate Alexander Coffroth était alors le Représentant du district.

## Histoire

### 2003-2018
Créé après le recensement de 2000, le 16e district était composé d'une grande partie du sud du comté de Chester, de la majeure partie du comté de Lancaster et d'une partie du comté de Berks, y compris la ville de Reading. Le 16e s'étendait de la banlieue sud-ouest de Philadelphie à l'est jusqu'à la rivière Susquehanna à l'ouest et au nord pour inclure les zones autour de Reading.
En 2000, le 16e district du comptait 646 328 habitants, selon le recensement américain, et sa population a augmenté depuis cette année. Les résidents du comté de Lancaster constituaient la majorité de la population du district, suivis du Comté de Chester et du Comté de Berks. Le district était l'un des districts de Pennsylvanie accusés d'être le résultat du gerrymandering. Avant le redécoupage de 2018, le 3e district était classé siège républicain solide par Cook.
Des poches de zones urbaines existent dans et autour des villes de Lancaster, Reading et West Chester.

### 2019
En février 2018, la Cour suprême de Pennsylvanie a statué que la carte précédente était inconstitutionnelle en raison du gerrymandering et a publié une nouvelle carte congressionnelle. Le 16e district a été transféré dans la partie nord-ouest de l'État. Le nouveau 16e comprend les villes d'Érié, Sharon, Hermitage, Butler et Meadville. Après le redécoupage, le 16e district a été considéré comme un siège républicain probable par Cook en 2018. Il n'est pas considéré comme une circonscription compétitive en 2020.

### 2023 à maintenant
Comté de Butler : En parties ; certaines parties sont dans le 15e et le 17e district.
Comté de Crawford : Meadville, Titusville
Comté d’Érié : Corry, Érié
Comté de Lawrence : New Castle
Comté de Mercer : Farrell, Hermittage, Sharon

## Historique de vote
| Année | Poste     | Résultats              |
| ----- | --------- | ---------------------- |
| 2004  | Président | Bush 61,0 % – 38,0 %   |
| 2008  | Président | McCain 51,0 % – 48,0 % |
| 2012  | Président | Romney 52,0 % – 46,0 % |
| 2016  | Président | Trump 51,0 % – 44,0 %  |
| 2020  | Président | Trump 58,0 % – 40,0 %  |

## Liste des Représentants du district

### 1823 - 1833: Deux sièges
| Congrès | Années                             |                        | Siège A               | Siège A | Siège A                 |                       | Siège B | Siège B | Siège B |
| Congrès | Années                             | Membre                 | Parti                 | Histoire électorale                                                                                               | Membre                  | Parti                 | Histoire électorale |         |         |
| 18e     | 4 mars 1823 - 3 mars 1825          | James Allison Jr. (en) | Républicain-Démocrate | Élu en 1822. Réélu en 1824. Démissionne avant le début du Congrès.                                                | Walter Forward          | Républicain-Démocrate | Redécoupage depuis le 14e district et réélu en 1822. Perd sa réélection.                                                                     |         |         |
| 19e     | 4 mars 1825 - 1825                 | James Allison Jr. (en) | Jacksonien (en)       | Élu en 1822. Réélu en 1824. Démissionne avant le début du Congrès.                                                | James S. Stevenson (en) | Jacksonien (en)       | Élu en 1824. Réélu en 1826. Perd sa réélection.                                                                                              |         |         |
| 19e     | 1825 - 11 octobre 1825             | Vacant                 | Vacant                | Vacant | James S. Stevenson (en) | Jacksonien (en)       | Élu en 1824. Réélu en 1826. Perd sa réélection.                                                                                              |         |         |
| 19e     | 11 octobre 1825 - 3 mars 1827      | Robert Orr Jr. (en)    | Jacksonien (en)       | Élu le 11 octobre 1825 pour terminer le mandat d'Allison et intronisé le 5 décembre 1825. Réélu en 1826. Retrait. | James S. Stevenson (en) | Jacksonien (en)       | Élu en 1824. Réélu en 1826. Perd sa réélection.                                                                                              |         |         |
| 20e     | 4 mars 1827 - 3 mars 1829          | Robert Orr Jr. (en)    | Jacksonien (en)       | Élu le 11 octobre 1825 pour terminer le mandat d'Allison et intronisé le 5 décembre 1825. Réélu en 1826. Retrait. | James S. Stevenson (en) | Jacksonien (en)       | Élu en 1824. Réélu en 1826. Perd sa réélection.                                                                                              |         |         |
| 21e     | 4 mars 1829 - 9 novembre 1829      | John Gilmore (en)      | Jacksonien (en)       | Élu en 1828. Réélu en 1830                                                                                        | William Wilkins (en)    | Anti-maçonnique       | Élu en 1828 mais démissionne le 9 novembre 1829, avant de se qualifier.                                                                      |         |         |
| 21e     | 9 novembre 1829 - 15 décembre 1829 | John Gilmore (en)      | Jacksonien (en)       | Élu en 1828. Réélu en 1830                                                                                        | Vacant                  | Vacant                | Vacant |         |         |
| 21e     | 15 décembre 1829 - 3 mars 1831     | John Gilmore (en)      | Jacksonien (en)       | Élu en 1828. Réélu en 1830                                                                                        | Harmar Denny (en)       | Anti-Masonic          | Élu le 9 novembre 1829 pour terminer le mandat de Wilkins et intronisé le 15 décembre 1829. Réélu en 1830. Redécoupage vers le 22e district. |         |         |
| 22e     | 4 mars 1831 - 3 mars 1833          | John Gilmore (en)      | Jacksonien (en)       | Élu en 1828. Réélu en 1830                                                                                        | Harmar Denny (en)       | Anti-Masonic          | Élu le 9 novembre 1829 pour terminer le mandat de Wilkins et intronisé le 15 décembre 1829. Réélu en 1830. Redécoupage vers le 22e district. |         |         |

### 1833 - Un siège
| Membre                       | Parti                 | Années                            | Congrès     | Histoire électorale |
| ---------------------------- | --------------------- | --------------------------------- | ----------- | --- |
| Joseph B. Anthony (en)       | Jacksonien (en)       | 4 mars 1833 - 3 mars 1837         | 23e , 24e   | Élu en 1832. Réélu en 1834. |
| Robert H. Hammond (en)       | Démocrate             | 4 mars 1837 - 3 mars 1841         | 25e , 26e   | Élu en 1836. Réélu en 1838. |
| John Snyder (en)             | Démocrate             | 4 mars 1841 - 3 mars 1843         | 27e         | Élu en 1840. Perd sa réélection. |
| James Black (en)             | Démocrate             | 4 mars 1843 - 3 mars 1847         | 28e , 29e   | Élu en 1843. Réélu en 1844. |
| Jasper E. Brady (en)         | Whig                  | 4 mars 1847 - 3 mars 1849         | 30e         | Élu en 1846. Perd sa réélection. |
| James X. McLanahan (en)      | Démocrate             | 4 mars 1849 - 3 mars 1853         | 31e , 32e   | Élu en 1848. Réélu en 1850. |
| William H. Kurtz (en)        | Démocrate             | 4 mars 1853 - 3 mars 1855         | 33e         | Redécoupage depuis le 15e et réélu en 1852. |
| Lemuel Todd (en)             | Opposition Party (en) | 4 mars 1855 - 3 mars 1857         | 34e         | Élu en 1854. |
| John A. Ahl (en)             | Démocrate             | 4 mars 1857 - 3 mars 1859         | 35e         | Élu en 1856. |
| Benjamin F. Junkin (en)      | Républicain           | 4 mars 1859 - 3 mars 1861         | 36e         | Élu en 1858. Perd sa réélection. |
| Joseph Bailey (en)           | Démocrate             | 4 mars 1861 - 3 mars 1863         | 37e         | Élu en 1860. Redécoupage vers le 15e district. |
| Alexander H. Coffroth (en)   | Démocrate             | 4 mars 1863 - 3 mars 1865         | 38e         | Élu en 1862. |
| Vacant                       | Vacant                | 4 mars 1865 - 19 février 1866     | 39e         | Contestation de son élection. |
| Alexander H. Coffroth (en)   | Démocrate             | 19 février 1866 - 16 juillet 1866 | 39e         | Perd la contestation de son élection. |
| William H. Koontz (en)       | Républicain           | 18 juillet 1866 - 3 mars 1869     | 39e , 40e   | Remporte la contestation de l'élection. Réélu en 1866. |
| John Cessna (en)             | Républicain           | 4 mars 1869 - 3 mars 1871         | 41e         | Élu en 1868. Perd sa réélection. |
| Benjamin F. Meyers (en)      | Démocrate             | 4 mars 1871 - 3 mars 1873         | 42e         | Élu en 1870. Perd sa réélection. |
| John Cessna (en)             | Républicain           | 4 mars 1873 - 3 mars 1875         | 43e         | Élu en 1872. |
| Sobieski Ross (en)           | Républicain           | 4 mars 1875 - 3 mars 1877         | 44e         | Redécoupage depuis le 18e et réélu en 1874. |
| John I. Mitchell (en)        | Républicain           | 4 mars 1877 - 3 mars 1881         | 45e , 46e   | Élu en 1876. Réélu en 1878. Élu au Sénat des États-Unis. |
| Robert J. C. Walker (en)     | Républicain           | 4 mars 1881 - 3 mars 1883         | 47e         | Élu en 1880. Décline sa renomination. |
| William W. Brown (en)        | Républicain           | 4 mars 1883 - 3 mars 1887         | 48e , 49e   | Élu en 1882. Réélu en 1884. |
| Henry C. McCormick (en)      | Républicain           | 4 mars 1887 - 3 mars 1891         | 50e , 51e   | Élu en 1886. Réélu en 1888. |
| Albert C. Hopkins (en)       | Républicain           | 4 mars 1891 - 3 mars 1895         | 52e , 53e   | Élu en 1890. Réélu en 1892. |
| Fred C. Leonard (en)         | Républicain           | 4 mars 1895 - 3 mars 1897         | 54e         | Élu en 1894. |
| Horace B. Packer (en)        | Républicain           | 4 mars 1897 - 3 mars 1901         | 55e , 56e   | Élu en 1896. Réélu en 1898. |
| Elias Deemer (en)            | Républicain           | 4 mars 1901 - 3 mars 1903         | 57e         | Élu en 1900. Redécoupage vers le 15e district. |
| Charles H. Dickerman (en)    | Démocrate             | 4 mars 1903 - 3 mars 1905         | 58e         | Élu en 1902. Décline sa renomination. |
| Edmund W. Samuel (en)        | Républicain           | 4 mars 1905 - 3 mars 1907         | 59e         | Élu en 1904. Perd sa réélection. |
| John G. McHenry (en)         | Démocrate             | 4 mars 1907 - 27 décembre 1912    | 60e - 62e   | Élu en 1906. Réélu en 1908. Réélu en 1910. Décès. |
| Vacant                       | Vacant                | 27 décembre 1912 - 3 mars 1913    | 62e         | |
| John V. Lesher (en)          | Démocrate             | 4 mars 1913 - 3 mars 1921         | 63e - 66e   | Élu en 1912. Réélu en 1914. Réélu en 1916. Réélu en 1918. Perd sa réélection.                                                                                |
| I. Clinton Kline (en)        | Républicain           | 4 mars 1921 - 3 mars 1923         | 67e         | Élu en 1920. Perd sa réélection. |
| Edgar R. Kiess (en)          | Républicain           | 4 mars 1923 - 20 juillet 1930     | 68e - 71e   | Redécoupage depuis le 15e et réélu en 1922. Réélu en 1924. Réélu en 1926. Réélu en 1928. Décès.                                                              |
| Vacant                       | Vacant                | 20 juillet 1930 - 4 novembre 1930 | 71e         | |
| Robert F. Rich (en)          | Républicain           | 4 novembre 1930 - 3 janvier 1943  | 71e - 77e   | Élu pour terminer le mandat de Kiess. Réélu en 1930. Réélu en 1932. Réélu en 1934. Réélu en 1936. Réélu en 1938. Réélu en 1940.                              |
| Thomas E. Scanlon (en)       | Démocrate             | 3 janvier 1943 - 3 janvier 1945   | 78e         | Redécoupage depuis le 30e district et réélu en 1942. Perd sa réélection.                                                                                     |
| Samuel K. McConnell Jr. (en) | Républicain           | 3 janvier 1945 - 3 janvier 1953   | 79e - 82e   | Redécoupage depuis le 17e et réélu en 1944. Réélu en 1946. Réélu en 1948. Réélu en 1950. Redécoupage vers le 13e district.                                   |
| Walter M. Mumma (en)         | Républicain           | 3 janvier 1953 - 25 février 1961  | 83e - 87e   | Redécoupage depuis le 18e district et réélu en 1952. Réélu en 1954. Réélu en 1956. Réélu en 1958. Réélu en 1960. Décès.                                      |
| Vacant                       | Vacant                | 25 février 1961 - 16 mai 1961     | 87e         | |
| John C. Kunkel (en)          | Républicain           | 16 mai 1961 - 30 décembre 1966    | 87e - 89e   | Élu pour terminer le mandat de Mumma. Réélu en 1962. Réélu en 1964. Démissionne.                                                                             |
| Vacant                       | Vacant                | 30 décembre 1966 - 3 janvier 1967 | 89e         | |
| Edwin D. Eshleman (en)       | Républicain           | 3 janvier 1967 - 3 janvier 1977   | 90e - 94e   | Élu en 1966. Réélu en 1968. Réélu en 1970. Réélu en 1972. Réélu en 1974. Retrait.                                                                            |
| Robert S. Walker (en)        | Républicain           | 3 janvier 1977 - 3 janvier 1997   | 95e - 104e  | Élu en 1976. Réélu en 1978. Réélu en 1980. Réélu en 1982. Réélu en 1984. Réélu en 1986. Réélu en 1988. Réélu en 1990. Réélu en 1992. Réélu en 1994. Retrait. |
| Joe Pitts                    | Républicain           | 3 janvier 1997 - 3 janvier 2017   | 105e - 114e | Élu en 1996. Réélu en 1998. Réélu en 2000. Réélu en 2002. Réélu en 2004. Réélu en 2006. Réélu en 2008. Réélu en 2010. Réélu en 2012. Réélu en 2014. Retrait. |
| Lloyd Smucker                | Républicain           | 3 janvier 2017 - 3 janvier 2019   | 115e        | Élu en 2016. Redécoupage vers le 11e district. |
| Mike Kelly                   | Républicain           | 3 janvier 2019 - Présent          | 116e - 118e | Redécoupage depuis le 3e district et réélu en 2018. Réélu en 2020.Rééluen 2022.                                                                              |

## Résultats des récentes élections
Voici les résultats des dix précédents cycles électoraux dans le district.

## Frontières historiques du district

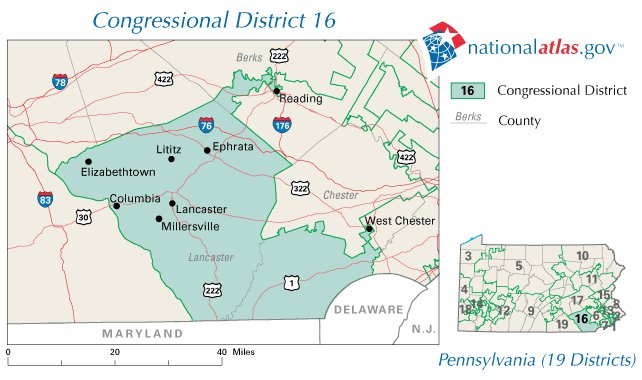
2003 - 2013

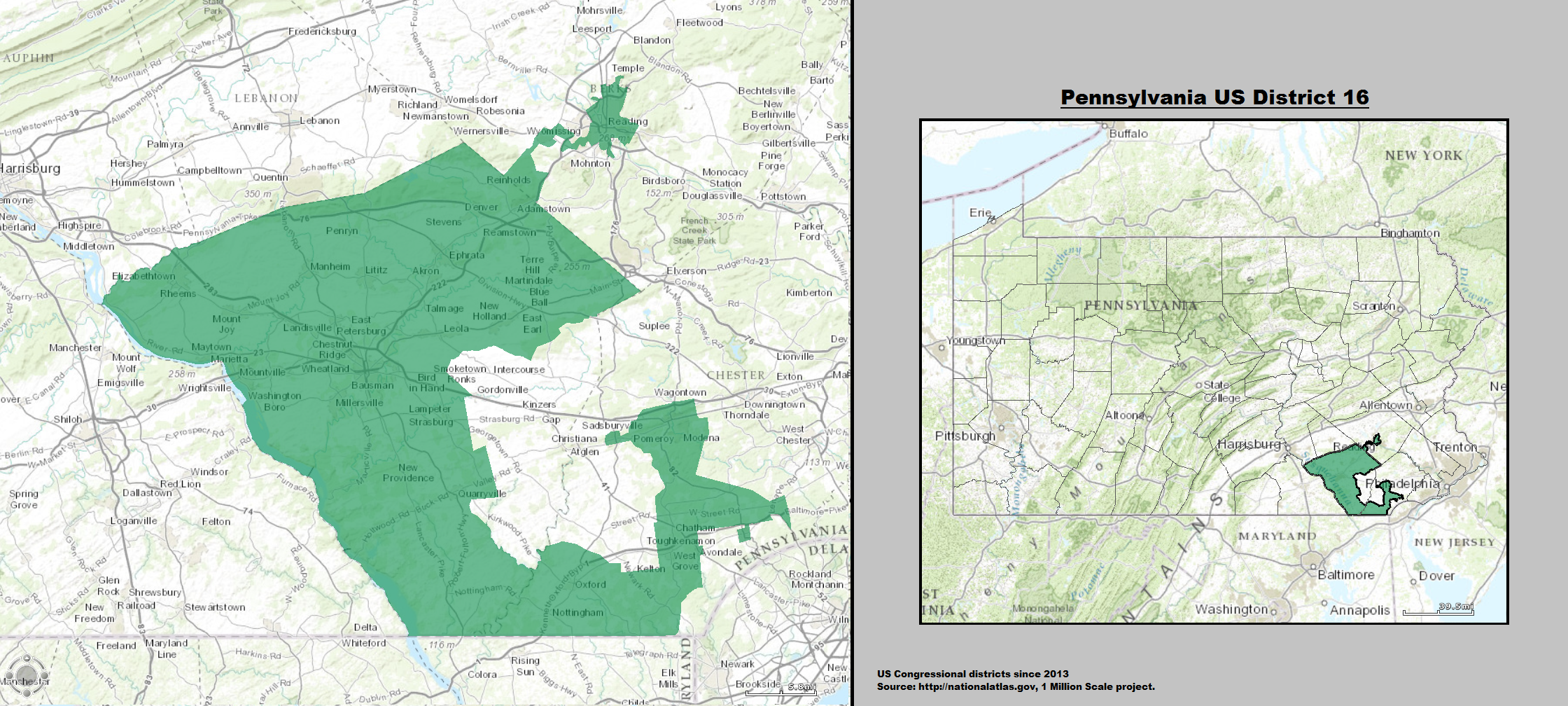
2013 - 2019

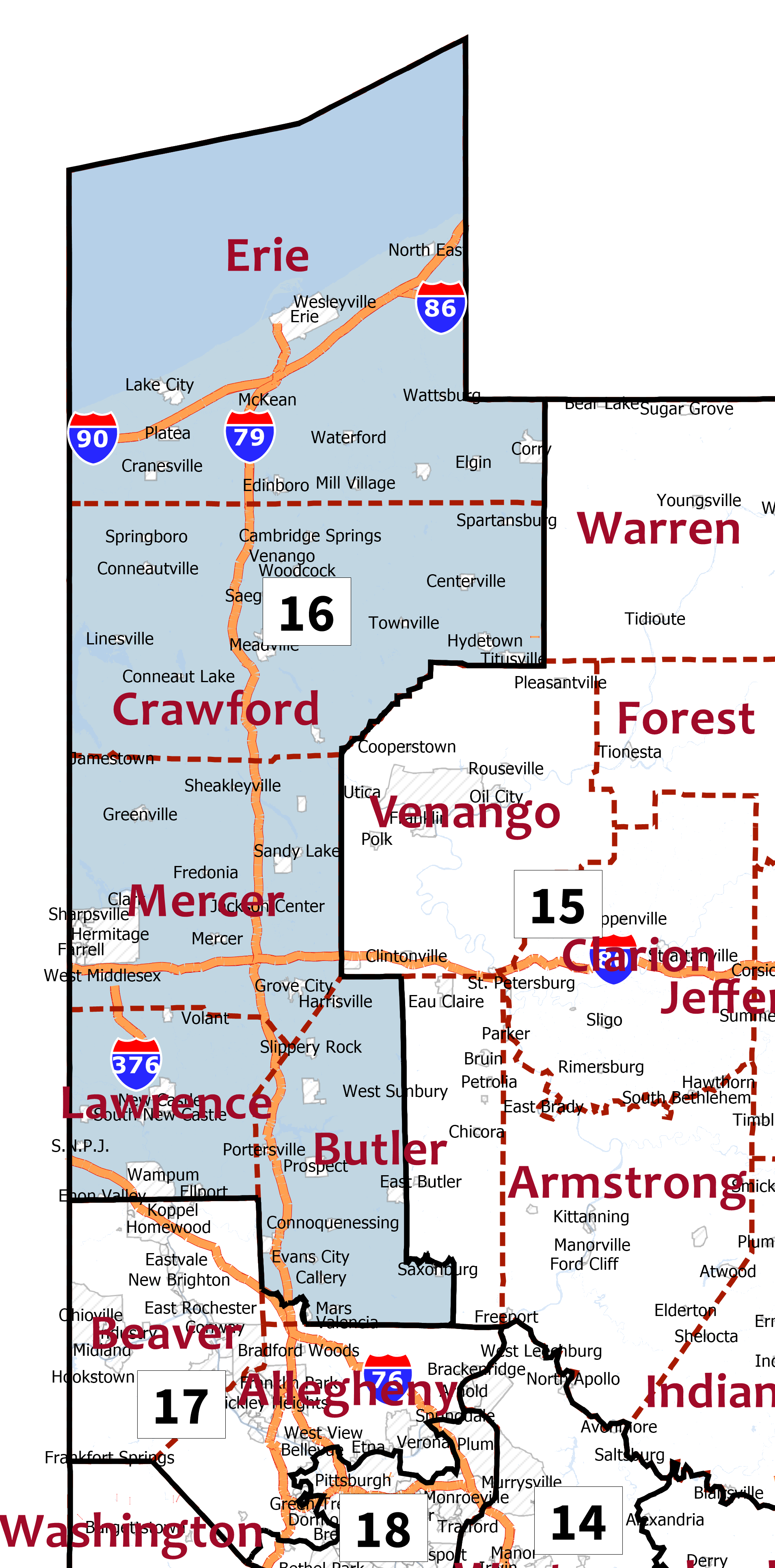
2019 - 2023

### 2004
| Élection de 2004 du 16e district congressionnel de Pennsylvanie | Élection de 2004 du 16e district congressionnel de Pennsylvanie | Élection de 2004 du 16e district congressionnel de Pennsylvanie | Élection de 2004 du 16e district congressionnel de Pennsylvanie | Élection de 2004 du 16e district congressionnel de Pennsylvanie |
| --------------------------------------------------------------- | --------------------------------------------------------------- | --------------------------------------------------------------- | --------------------------------------------------------------- | --------------------------------------------------------------- |
| Parti                                                           | Parti                                                           | Candidat                                                        | Votes                                                           | %                                                               |
|                                                                 | Républicain                                                     | Joe Pitts (sortant)                                             | 183 620                                                         | 64,4                                                            |
|                                                                 | Démocrate                                                       | Lois K. Herr                                                    | 98 410                                                          | 34,5                                                            |
|                                                                 | Vert                                                            | William R. Hagen                                                | 3 269                                                           | 1,1                                                             |
| Total des votes                                                 | Total des votes                                                 | Total des votes                                                 | 285 299                                                         | 100 %                                                           |
|                                                                 | Les Républicains conservent                                     |                                                                 |                                                                 |                                                                 |

### 2006
| Élection de 2006 du 16e district congressionnel de Pennsylvanie | Élection de 2006 du 16e district congressionnel de Pennsylvanie | Élection de 2006 du 16e district congressionnel de Pennsylvanie | Élection de 2006 du 16e district congressionnel de Pennsylvanie | Élection de 2006 du 16e district congressionnel de Pennsylvanie |
| --------------------------------------------------------------- | --------------------------------------------------------------- | --------------------------------------------------------------- | --------------------------------------------------------------- | --------------------------------------------------------------- |
| Parti                                                           | Parti                                                           | Candidat                                                        | Votes                                                           | %                                                               |
|                                                                 | Républicain                                                     | Joe Pitts (sortant)                                             | 115 741                                                         | 56,6                                                            |
|                                                                 | Démocrate                                                       | Lois K. Herr                                                    | 80 915                                                          | 39,5                                                            |
|                                                                 | Indépendant                                                     | Joseph A. Murphy                                                | 7 958                                                           | 3,9                                                             |
|                                                                 | Write-In                                                        | Write-In                                                        | 55                                                              | 0,0                                                             |
| Total des votes                                                 | Total des votes                                                 | Total des votes                                                 | 204 669                                                         | 100 %                                                           |
|                                                                 | Les Républicains conservent                                     |                                                                 |                                                                 |                                                                 |

### 2008
| Élection de 2006 du 16e district congressionnel de Pennsylvanie | Élection de 2006 du 16e district congressionnel de Pennsylvanie | Élection de 2006 du 16e district congressionnel de Pennsylvanie | Élection de 2006 du 16e district congressionnel de Pennsylvanie | Élection de 2006 du 16e district congressionnel de Pennsylvanie |
| --------------------------------------------------------------- | --------------------------------------------------------------- | --------------------------------------------------------------- | --------------------------------------------------------------- | --------------------------------------------------------------- |
| Parti                                                           | Parti                                                           | Candidat                                                        | Votes                                                           | %                                                               |
|                                                                 | Républicain                                                     | Joe Pitts (sortant)                                             | 170 329                                                         | 55,8                                                            |
|                                                                 | Démocrate                                                       | Bruce A. Slater                                                 | 120 193                                                         | 39,4                                                            |
|                                                                 | Indépendant                                                     | John A. Murphy                                                  | 11 768                                                          | 3,9                                                             |
|                                                                 | Constitution                                                    | Daniel Frank                                                    | 2 877                                                           | 0,9                                                             |
| Total des votes                                                 | Total des votes                                                 | Total des votes                                                 | 305 167                                                         | 100 %                                                           |
|                                                                 | Les Républicains conservent                                     |                                                                 |                                                                 |                                                                 |

### 2010
| Élection de 2010 du 16e district congressionnel de Pennsylvanie | Élection de 2010 du 16e district congressionnel de Pennsylvanie | Élection de 2010 du 16e district congressionnel de Pennsylvanie | Élection de 2010 du 16e district congressionnel de Pennsylvanie | Élection de 2010 du 16e district congressionnel de Pennsylvanie |
| --------------------------------------------------------------- | --------------------------------------------------------------- | --------------------------------------------------------------- | --------------------------------------------------------------- | --------------------------------------------------------------- |
| Parti                                                           | Parti                                                           | Candidat                                                        | Votes                                                           | %                                                               |
|                                                                 | Républicain                                                     | Joe Pitts (sortant)                                             | 134 113                                                         | 65,4                                                            |
|                                                                 | Démocrate                                                       | Lois K. Herr                                                    | 70 994                                                          | 34,6                                                            |
| Total des votes                                                 | Total des votes                                                 | Total des votes                                                 | 205 107                                                         | 100 %                                                           |
|                                                                 | Les Républicains conservent                                     |                                                                 |                                                                 |                                                                 |

### 2012
| Élection de 2012 du 16e district congressionnel de Pennsylvanie | Élection de 2012 du 16e district congressionnel de Pennsylvanie | Élection de 2012 du 16e district congressionnel de Pennsylvanie | Élection de 2012 du 16e district congressionnel de Pennsylvanie | Élection de 2012 du 16e district congressionnel de Pennsylvanie |
| --------------------------------------------------------------- | --------------------------------------------------------------- | --------------------------------------------------------------- | --------------------------------------------------------------- | --------------------------------------------------------------- |
| Parti                                                           | Parti                                                           | Candidat                                                        | Votes                                                           | %                                                               |
|                                                                 | Républicain                                                     | Joe Pitts (sortant)                                             | 156 192                                                         | 54,8                                                            |
|                                                                 | Démocrate                                                       | Aryanna Strader                                                 | 111 185                                                         | 39,0                                                            |
|                                                                 | Indépendant                                                     | John A. Murphy                                                  | 12 250                                                          | 4,3                                                             |
|                                                                 | Indépendant                                                     | James Bednarski                                                 | 5 154                                                           | 1,8                                                             |
| Total des votes                                                 | Total des votes                                                 | Total des votes                                                 | 284 781                                                         | 100 %                                                           |
|                                                                 | Les Républicains conservent                                     |                                                                 |                                                                 |                                                                 |

### 2014
| Élection de 2014 du 16e district congressionnel de Pennsylvanie | Élection de 2014 du 16e district congressionnel de Pennsylvanie | Élection de 2014 du 16e district congressionnel de Pennsylvanie | Élection de 2014 du 16e district congressionnel de Pennsylvanie | Élection de 2014 du 16e district congressionnel de Pennsylvanie |
| --------------------------------------------------------------- | --------------------------------------------------------------- | --------------------------------------------------------------- | --------------------------------------------------------------- | --------------------------------------------------------------- |
| Parti                                                           | Parti                                                           | Candidat                                                        | Votes                                                           | %                                                               |
|                                                                 | Républicain                                                     | Joe Pitts (sortant)                                             | 101 722                                                         | 57,7                                                            |
|                                                                 | Démocrate                                                       | Tom Houghton                                                    | 74 513                                                          | 42,3                                                            |
| Total des votes                                                 | Total des votes                                                 | Total des votes                                                 | 176 235                                                         | 100 %                                                           |
|                                                                 | Les Républicains conservent                                     |                                                                 |                                                                 |                                                                 |

### 2016
| Élection de 2016 du 16e district congressionnel de Pennsylvanie | Élection de 2016 du 16e district congressionnel de Pennsylvanie | Élection de 2016 du 16e district congressionnel de Pennsylvanie | Élection de 2016 du 16e district congressionnel de Pennsylvanie | Élection de 2016 du 16e district congressionnel de Pennsylvanie |
| --------------------------------------------------------------- | --------------------------------------------------------------- | --------------------------------------------------------------- | --------------------------------------------------------------- | --------------------------------------------------------------- |
| Parti                                                           | Parti                                                           | Candidat                                                        | Votes                                                           | %                                                               |
|                                                                 | Républicain                                                     | Lloyd Smucker                                                   | 168 669                                                         | 53,8                                                            |
|                                                                 | Démocrate                                                       | Christina Hartman                                               | 134 586                                                         | 42,9                                                            |
|                                                                 | Libertarien                                                     | Shawn Patrick House                                             | 10 518                                                          | 3,4                                                             |
| Total des votes                                                 | Total des votes                                                 | Total des votes                                                 | 313 773                                                         | 100 %                                                           |
|                                                                 | Les Républicains conservent                                     |                                                                 |                                                                 |                                                                 |

### 2018
| Élection de 2018 du 16e district congressionnel de Pennsylvanie | Élection de 2018 du 16e district congressionnel de Pennsylvanie | Élection de 2018 du 16e district congressionnel de Pennsylvanie | Élection de 2018 du 16e district congressionnel de Pennsylvanie | Élection de 2018 du 16e district congressionnel de Pennsylvanie |
| --------------------------------------------------------------- | --------------------------------------------------------------- | --------------------------------------------------------------- | --------------------------------------------------------------- | --------------------------------------------------------------- |
| Parti                                                           | Parti                                                           | Candidat                                                        | Votes                                                           | %                                                               |
|                                                                 | Républicain                                                     | Mike Kelly (sortant)                                            | 135 348                                                         | 51,6                                                            |
|                                                                 | Démocrate                                                       | Ronald DiNicola                                                 | 124 109                                                         | 47,3                                                            |
|                                                                 | Libertarien                                                     | Ebert Beeman                                                    | 2 939                                                           | 1,1                                                             |
| Total des votes                                                 | Total des votes                                                 | Total des votes                                                 | 262 396                                                         | 100 %                                                           |
|                                                                 | Les Républicains conservent                                     |                                                                 |                                                                 |                                                                 |

### 2020
| Élection de 2020 du 16e district congressionnel de Pennsylvanie | Élection de 2020 du 16e district congressionnel de Pennsylvanie | Élection de 2020 du 16e district congressionnel de Pennsylvanie | Élection de 2020 du 16e district congressionnel de Pennsylvanie | Élection de 2020 du 16e district congressionnel de Pennsylvanie |
| --------------------------------------------------------------- | --------------------------------------------------------------- | --------------------------------------------------------------- | --------------------------------------------------------------- | --------------------------------------------------------------- |
| Parti                                                           | Parti                                                           | Candidat                                                        | Votes                                                           | %                                                               |
|                                                                 | Républicain                                                     | Mike Kelly (sortant)                                            | 210 088                                                         | 59,3                                                            |
|                                                                 | Démocrate                                                       | Kristy Gnibus                                                   | 143 962                                                         | 40,7                                                            |
| Total des votes                                                 | Total des votes                                                 | Total des votes                                                 | 354 050                                                         | 100 %                                                           |
|                                                                 | Les Républicains conservent                                     |                                                                 |                                                                 |                                                                 |

### 2022
| Primaire Républicaine de 2022 du 16e district congressionnel de Pennsylvanie | Primaire Républicaine de 2022 du 16e district congressionnel de Pennsylvanie | Primaire Républicaine de 2022 du 16e district congressionnel de Pennsylvanie | Primaire Républicaine de 2022 du 16e district congressionnel de Pennsylvanie | Primaire Républicaine de 2022 du 16e district congressionnel de Pennsylvanie |
| ---------------------------------------------------------------------------- | ---------------------------------------------------------------------------- | ---------------------------------------------------------------------------- | ---------------------------------------------------------------------------- | ---------------------------------------------------------------------------- |
| Parti                                                                        | Parti                                                                        | Candidat                                                                     | Votes                                                                        | %                                                                            |
|                                                                              | Républicain                                                                  | Mike Kelly (sortant)                                                         | 87 028                                                                       | 100 %                                                                        |

| Primaire Démocrate de 2022 du 16e district congressionnel de Pennsylvanie | Primaire Démocrate de 2022 du 16e district congressionnel de Pennsylvanie | Primaire Démocrate de 2022 du 16e district congressionnel de Pennsylvanie | Primaire Démocrate de 2022 du 16e district congressionnel de Pennsylvanie | Primaire Démocrate de 2022 du 16e district congressionnel de Pennsylvanie |
| ------------------------------------------------------------------------- | ------------------------------------------------------------------------- | ------------------------------------------------------------------------- | ------------------------------------------------------------------------- | ------------------------------------------------------------------------- |
| Parti                                                                     | Parti                                                                     | Candidat                                                                  | Votes                                                                     | %                                                                         |
|                                                                           | Démocrate                                                                 | Dan Pastore                                                               | 44 262                                                                    | 69,1                                                                      |
|                                                                           | Démocrate                                                                 | Rick Telesz                                                               | 19 788                                                                    | 30,9                                                                      |

| Élection de 2022 du 16e district congressionnel de Pennsylvanie | Élection de 2022 du 16e district congressionnel de Pennsylvanie | Élection de 2022 du 16e district congressionnel de Pennsylvanie | Élection de 2022 du 16e district congressionnel de Pennsylvanie | Élection de 2022 du 16e district congressionnel de Pennsylvanie |
| --------------------------------------------------------------- | --------------------------------------------------------------- | --------------------------------------------------------------- | --------------------------------------------------------------- | --------------------------------------------------------------- |
| Parti                                                           | Parti                                                           | Candidat                                                        | Votes                                                           | %                                                               |
|                                                                 | Républicain                                                     | Mike Kelly (sortant)                                            | 190 546                                                         | 59,4                                                            |
|                                                                 | Démocrate                                                       | Dan Pastore                                                     | 130 443                                                         | 40,6                                                            |
| Total des votes                                                 | Total des votes                                                 | Total des votes                                                 | 320 989                                                         | 100 %                                                           |
|                                                                 | Les Républicains conservent                                     |                                                                 |                                                                 |                                                                 |

### 2024
| Primaire Républicaine de 2024 du 16e district congressionnel de Pennsylvanie | Primaire Républicaine de 2024 du 16e district congressionnel de Pennsylvanie | Primaire Républicaine de 2024 du 16e district congressionnel de Pennsylvanie | Primaire Républicaine de 2024 du 16e district congressionnel de Pennsylvanie | Primaire Républicaine de 2024 du 16e district congressionnel de Pennsylvanie |
| ---------------------------------------------------------------------------- | ---------------------------------------------------------------------------- | ---------------------------------------------------------------------------- | ---------------------------------------------------------------------------- | ---------------------------------------------------------------------------- |
| Parti                                                                        | Parti                                                                        | Candidat                                                                     | Votes                                                                        | %                                                                            |
|                                                                              | Républicain                                                                  | Mike Kelly (sortant)                                                         | 60 255                                                                       | 100 %                                                                        |

| Primaire Démocrate de 2024 du 16e district congressionnel de Pennsylvanie | Primaire Démocrate de 2024 du 16e district congressionnel de Pennsylvanie | Primaire Démocrate de 2024 du 16e district congressionnel de Pennsylvanie | Primaire Démocrate de 2024 du 16e district congressionnel de Pennsylvanie | Primaire Démocrate de 2024 du 16e district congressionnel de Pennsylvanie |
| ------------------------------------------------------------------------- | ------------------------------------------------------------------------- | ------------------------------------------------------------------------- | ------------------------------------------------------------------------- | ------------------------------------------------------------------------- |
| Parti                                                                     | Parti                                                                     | Candidat                                                                  | Votes                                                                     | %                                                                         |
|                                                                           | Démocrate                                                                 | Preston Nouri                                                             | 49 283                                                                    | 100 %                                                                     |

| Élection de 2024 du 16e district congressionnel de Pennsylvanie | Élection de 2024 du 16e district congressionnel de Pennsylvanie | Élection de 2024 du 16e district congressionnel de Pennsylvanie | Élection de 2024 du 16e district congressionnel de Pennsylvanie | Élection de 2024 du 16e district congressionnel de Pennsylvanie |
| --------------------------------------------------------------- | --------------------------------------------------------------- | --------------------------------------------------------------- | --------------------------------------------------------------- | --------------------------------------------------------------- |
| Parti                                                           | Parti                                                           | Candidat                                                        | Votes                                                           | %                                                               |
|                                                                 | Républicain                                                     | Mike Kelly (sortant)                                            | TBD                                                             | TBD                                                             |
|                                                                 | Démocrate                                                       | Preston Nouri                                                   | TBD                                                             | TBD                                                             |
| Total des votes                                                 | Total des votes                                                 | Total des votes                                                 | TBD                                                             | 100 %                                                           |
|                                                                 |                                                                 |                                                                 |                                                                 |                                                                 |